# Hugleik

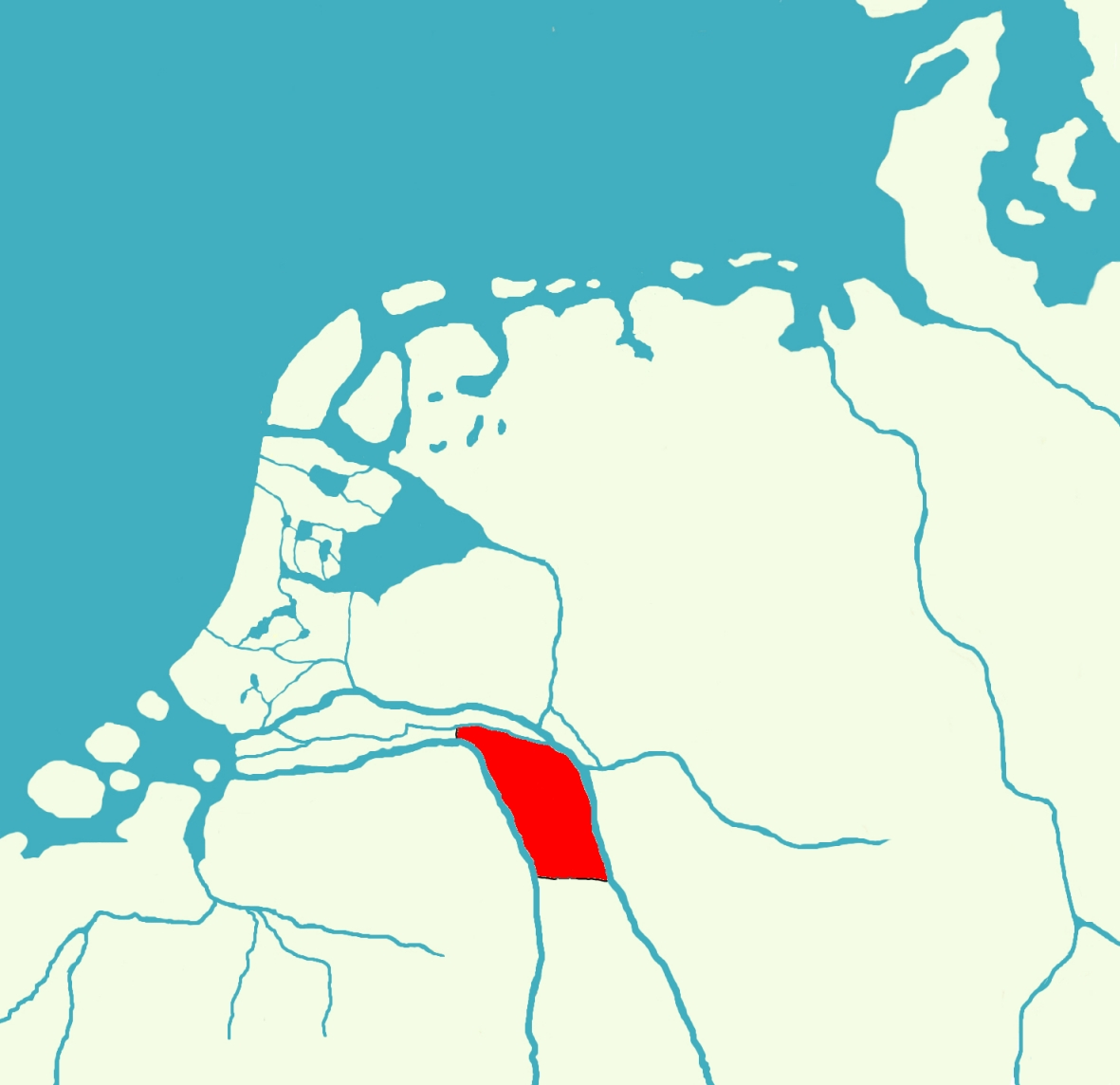
Hettergouw, där Hetware (attoarierna) bodde, som dödade Hygelac (Beowulf r. 2916).

Hugleik, Hygelac och Chlochilaichus är tre namn på nordiska hövdingar som förekommer i olika källor. Namnen är etymologiskt samhöriga. Berättelserna om de två sistnämnda stämmer dessutom överens till detaljerna, varför de har ansetts beskriva samme person.

## Chlochilaichus och Hygelac
Chlochilaichus omnämns i  Gregorius av Tours krönika Historia Francorum som en kung över danerna som med en flotta plundrade attoariernas område i Friesland under den frankiske kungen Theoderik I:s regeringsperiod, cirka år 516. Chlochilaichus stupade och hans kropp blev kvar hos friserna. Chlochilaicus nämns även i Liber Monstrorum där han sägs vara härskare över folket getae. samt i Liber historiae Francorum, där han sägs vara kung över "gotorum". Chlochilaichus är den förste namngivne skandinaven i historien.
I Beowulfkvädet är Hygelac en av geaternas (vilka vanligen identifieras med götarna) kungar och morbror till Beowulf. Han skall ha företagit ett ledungståg till Friesland och Hetware, och stupat där. Det anses allmänt bland historiker att Chlochilaicus och Hygelac är samme person.

## Hugleik
Hugleik är en sveakung av Ynglingaätten som förekommer i Ynglingasagan i Heimskringla. Han var son till Alf. Enligt Snorre var han en fredlig kung, rik och girig. Han kom i konflikt med vikingahövdingen Hake, och vid den strid som kom att stå på Fyrisvallarna kunde Hake döda både Hugleik och hans två söner, varefter han själv satt som sveakung i tre vintrar. Åke Ohlmarks ger honom i sin roman Ödesdygnet namnet Öjgils hugleke.